# ديموس
القمر ديموس (من اليونانية: Δείμος، بمعنى: رعب)، هو أصغر اقمار المجموعة الشمسية. وهو أحد أبعد قمرين للمريخ عن الكوكب الأم. القمر الآخر يدعى فوبوس. يتشابه قمرا المريخ ديموس وفوبوس من حيث لون السطح الأحمر الداكن. لديموس سطح أملس يسببه وجود غطاء من الصخور المفتتة أو الثرى، باستثناء الحفر النيزكية الأحدث.
ويتلخص ما يعرف عنه فيما يلي :
- بعده عن المريخ 23459 كم
- متوسط قطره 12,2 كم
- شكله غير منتظم وابعاده 15 كم × 12,2 كم × 11 كم
- كتلته 51585 طن
- زمن دورته حول المريخ 30 ساعة و 13 دقيقة

اكتشفه الفلكي عساف هول asaph hall في 10 أغسطس عام 1877.
تعني كلمة دايموس عند الاغريق الرعب. ويعتبر دايموس ابن اله الحرب آرس ورفيق دربه في الاساطير الاغريقية القديمة.

## مدار دايموس وفوبوس

صورة تظهر مدار ديموس وفوبوس حول المريخ